# 紐約高地
是一部2021年美國歌舞劇情片，由朱浩偉執導，奎拉·阿列格利亞·胡德斯撰寫劇本，改編自胡德斯和林-曼努爾·米蘭達創作的百老匯音樂劇《身在高地》。主演包括安東尼·拉莫斯、柯瑞·霍金斯、萊斯里·葛莉絲、梅莉莎·巴雷拉、歐嘉·梅雷迪斯、戴芬妮·魯賓-維佳、葛列格里·迪亞茲四世（Gregory Diaz IV）、史蒂芬妮·碧翠絲、達絲莎·坡蘭科及傑米·史密茲。
2021年6月4日，在洛杉磯拉丁裔國際電影節上首映。6月10日，在美國上映，並同步在HBO Max上線一個月。

## 劇情
故事描述一個位於紐約華盛頓高地的拉丁美洲裔移民社區，裡面有開雜貨店的老闆，努力考上名校卻發現事與願違的女孩，擔心暗戀對象的父母無法接受自己的男孩，拼命存錢想搬去市中心的女孩，和鄰里小孩之間的大家長奶奶，每個人都在為自己的夢想努力而閃閃發光。當眾人發現雜貨店賣出一張價值96000美金的樂透彩券時，一切都將改變。

## 演員
- 安東尼·拉莫斯飾演尤斯納維·狄拉維加（Usnavi de la Vega）
- 柯瑞·霍金斯飾演巴尼（Benny）
- 萊斯里·葛莉絲飾演妮娜·羅薩里奧（Nina Rosario）
- 梅莉莎·巴雷拉（英语：Melissa Barrera (actress)）飾演凡妮莎（Vanessa）
- 歐嘉·梅雷迪斯（英语：Olga Merediz）飾演克勞迪亞祖母（Abuela Claudia）
- 戴芬妮·魯賓-維佳（英语：Daphne Rubin-Vega）飾演丹妮爾拉（Daniela）
- 葛列格里·迪亞茲四世（Gregory Diaz IV）飾演桑尼·狄拉維加（Sonny de la Vega）
- 史蒂芬妮·碧翠絲飾演卡拉（Carla）
- 達絲莎·坡蘭科（英语：Dascha Polanco）飾演丘卡（Cuca）
- 傑米·史密茲飾演凱文·羅薩里奧（Kevin Rosario）
- 馬克·安東尼飾演桑尼的父親
- 林-曼努爾·米蘭達飾演刨冰先生（Mr. Piragüero）
- 克里斯多夫·傑克森（英语：Christopher Jackson (actor)）飾演雪糕先生（Mr. Softee）

## 發行
《紐約高地》定於2020年6月26日在美國上映，由華納兄弟發行，同日上線HBO Max。該片於2020年8月7日在英國上映。2020年3月24日，由於受到2019冠状病毒病疫情影響，本片宣布延期。4月，華納將該片定於2021年6月18日在美國上映。

### 市場營銷
《紐約高地》的首支前導預告片於2019年12月11日釋出，並於發布了完整預告片。

## 外部連結
- 紐約高地官網（英文）
- 互联网电影数据库（IMDb）上《紐約高地》的资料（英文）